# رشکان (ارومیه)
رشکان، روستایی است از توابع بخش مرکزی شهرستان ارومیه و در شهرستان ارومیه استان آذربایجان غربی ایران. زبان مردم این روستا ترکی آذربایجانی می‌باشد و همگی شیعه مذهبند وجود تپه‌های باستانی متعدد در اطراف رشکان نشان از قدمت چند هزار ساله انسان در این منطقه می‌باشد.

## جمعیت
این روستا در دهستان دول قرار داشته و بر اساس سرشماری سال ۱۳۸۵ جمعیت آن ۴۳۴ نفر (۱۳۲ خانوار)
بوده‌است.